# 토이 스토리3 (비디오 게임)
토이 스토리3 비디오 게임(Toy Story 3 video game)은 2010년 6월 15일에 출시된 PS2, PS3 비디오 게임이다.

## 등장 캐릭터
- 우디
- 버즈 라이트이어
- 제시